# Ptilocaulis fosteri
Ptilocaulis fosteri är en svampdjursart som först beskrevs av George John Hechtel 1983.  Ptilocaulis fosteri ingår i släktet Ptilocaulis och familjen Axinellidae. Inga underarter finns listade i Catalogue of Life.